# Манчестерське дербі
Манче́стерське де́рбі (англ. Manchester derby), також відоме як «манкуніа́нське дербі» — назва футбольних матчів між англійськими клубами «Манчестер Сіті» та «Манчестер Юнайтед». Як і будь-яке інше футбольне протистояння, це дербі привертає велику увагу з боку вболівальників обох команд, а також з боку ЗМІ.

## Статистика
Найбільшою перемогою в історії дербі стала перемога «Сіті» 23 січня 1926 з рахунком 6:1. 23 жовтня 2011 «Сіті» повторив цей результат; обидві перемоги були здобуті на полі суперника. Обидва клуби по разу вигравали в дербі з рахунком 5:0 («Сіті» 1955 року, «Юнайтед» 1994 року). Найвища відвідуваність на манчестерському дербі була зафіксована 20 вересня 1947 на «Мейн Роуд», склавши 78 000 глядачів.
Станом на 6 січня 2021 року
| Турнір            | Перемоги «Сіті» | Нічиї | Перемоги «Юнайтед» |
| ----------------- | --------------- | ----- | ------------------ |
| Чемпіонат         | 47              | 52    | 64                 |
| Кубок Англії      | 3               | 0     | 6                  |
| Кубок Ліги        | 5               | 1     | 4                  |
| Суперкубок Англії | 0               | 0     | 2                  |
| Всього            | 55              | 53    | 76                 |
| Всього матчів     | 184             | 184   | 184                |

## Досягнення клубів
«Сіті» виграв свій перший трофей національного рівня 1904 року, ставши володарем кубка Англії; першим трофеєм «Юнайтед» національного рівня став чемпіонський титул в сезоні 1907—08. У сезоні 1967—68 «Сіті» і «Юнайтед» посіли у вищому дивізіоні англійського чемпіонату перше і друге місця відповідно: це єдиний на даний момент випадок, коли команди з Манчестера займали дві вищі місця в чемпіонаті. Клуби зіграли між собою у трьох півфіналах національних кубків (два в Кубку Англії і один в Кубку Футбольної ліги), але жодного разу не зустрічалися у фіналах кубкових турнірів.
Станом на 1 березня 2020
| Клуб              | Чемпіонат | Кубок Англії | Кубок Футбольної ліги | Суперкубок Англії | Ліга чемпіонів УЄФА | Кубок УЄФА | Кубок володарів кубків | Суперкубок УЄФА | Міжконт. кубок | Клубний ЧС | Всього |
| ----------------- | --------- | ------------ | --------------------- | ----------------- | ------------------- | ---------- | ---------------------- | --------------- | -------------- | ---------- | ------ |
| Манчестер Сіті    | 6         | 6            | 7                     | 6                 | 0                   | 0          | 1                      | 0               | 0              | 0          | 26     |
| Манчестер Юнайтед | 20        | 12           | 5                     | 21                | 3                   | 1          | 1                      | 1               | 1              | 1          | 66     |
| Обидва клуби      | 26        | 18           | 12                    | 27                | 3                   | 1          | 2                      | 1               | 1              | 1          | 92     |